# Asymmetricercus
Asymmetricercus is een geslacht van rechtvleugeligen uit de familie sabelsprinkhanen (Tettigoniidae). De wetenschappelijke naam van dit geslacht is voor het eerst geldig gepubliceerd in 1999 door Mitoki.

## Soorten
Het geslacht Asymmetricercus  is monotypisch en omvat slechts de volgende soort:
- Asymmetricercus suohensis (Mitoki, 1999)